# Tetakawi
Tetakawi es una empresa estadounidense conocida por prestar servicios de albergue a empresas extranjeras que fabrican en México.

## Historia
Tetakawi fue fundada en 1986 por Luis Felipe Seldner, Felix Tonella Luken, Roberto Gomez del Campo y Duane Boyett con el nombre The Offshore Group.
En 1997, la empresa abrió su Comunidad de Fabricación de Zapa en Saltillo, Coahuila. En 2000, la empresa también abrió su Comunidad de Fabricación Roca Fuerte en México.
En 2019, la empresa cambió de marca y cambió su nombre a Tetakawi con el lanzamiento de dos nuevas comunidades de fabricación en México y nuevas ofertas de productos.
En 2020, la empresa se expandió a Hermosillo.

## Productos y servicios
Tetakawi presta servicios de albergue a fabricantes extranjeros en México. La empresa también ofrece servicios de Asesoramiento y Apoyo a los nuevos operadores y a las empresas que ya operan en México.